# Полинов, Иван Яковлевич
Иван Яковлевич (по другим источникам Георгиевич) Полинов (Палинов) — военный деятель уйгурского сопротивления, генерал-майор и главнокомандующий войсками Восточно-Туркестанской республики.
В 1911 году в чине хорунжего служил начальником конвоя у генерального консула России в Урумчи Михаила Кузминского.
Во время Гражданской войны в России в чине сотника он служил в армии генерала Александра Дутова, с остатками которой и оказался вновь в Синьцзяне. Принял участие в перевороте Шэнь Шицая 1933 г., служил у него. После ареста в 1937 г. при неясных обстоятельствах бежал в СССР. В начале 1940-х гг. возвратился в Восточный Туркестан, где принял участие в формировании вооружённых сил непризнанной республики, ему было присвоено звание полковника. Руководил рядом операций против войск Гоминьдана.
С марта 1945 — главнокомандующий Народной армии Восточно-Туркестанской Республики в звании генерал-майора, сменив в этой должности ушедшего в СССР П. Р. Александрова. 20 марта 1946 г. награждён Орденом Республики («Джумхурият»).
В июне 1946 г. отозван в СССР. В 1953 году защитил диссертацию на соискание звания кандидата исторических наук по теме «Синьцзян в период китайской революции 1911—1913 гг.». Умер в 1960-х годах в Ташкенте.

## Семья
- Жена — Гребенкина